# Sidonie Alžběta ze Salm-Reifferscheidtu
Sidonie (Zdeňka) Alžběta Anna ze Salm-Reifferscheidtu (německy Sidonia Elisabetta Anna zu Salm-Reifferscheidt, 6. září 1623, Kolín nad Rýnem – 23. září 1686, Vídeň) byla německá šlechtična z rodu Salm-Reifferscheidtů a provdaná kněžna z Lichtenštejna.
Byla matkou panujícího knížete Antonína Floriána z Lichtenštejna.

## Život
Hraběnka Sidonie Alžběta se narodila v roce 1623 jako páté ze sedmi dětí Arnošta Bedřicha ze Salm-Reifferscheidtu (1583–1639) a jeho manželky Marie Uršuly Leiningensko-Dagsbursko-Falkenburské (1584–1638). 
V roce 1628 se stala kanovnicí Thornského kláštera.  Následujícího roku se přestěhovala do kláštera sv. Voršily ve svém rodném Kolíně nad Rýnem a v roce 1633 do essenského opatství. 

Sidonie Alžběta ze Salm-Reifferscheidtu zemřela ve Vídni roku 1686 ve věku 63 let a byla pohřbena ve farním kostele sv. Mikuláše ve Wilfersdorfu. 

## Potomci
Sidonie Alžběta ze Salm-Reifferscheidtu se 27. října 1640 v Kolíně nad Rýnem provdala za Hartmana III. z Lichtenštejna, syn panujícího knížete Gundakara z Lichtenštejna. Z manželství se narodilo přes dvacet dětí (patnáct synů a osm dcer), ale pouze devět z nich dosáhlo dospělosti:
- kníže Maxmilián Jakub (1641–1709), kníže z Lichtenštejna. Byl třikrát ženatý
- 1) 29. dubna 1669 se oženil se svou sestřenicí Johanou Beatrix z Lichtenštejna (1650–1672), dcerou knížete Karla Eusebia z Lichtenštejna (1611–1684) a jeho manželky Johany Beatrix z Ditrichštejna († 1676),
- 2) 1. října 1673 ve Wilfersdorfu s princeznou Eleonorou Markétou Šlesvicko-Holštýnsko-Sonderbursko-Wiesenburskou (1655–1702), dcerou vévody Filipa Ludvíka Šlesvicko-Holštýnského (1620–1689) a Anny Markéty Hesenské (1629–1686),
- 3) 21. dubna 1703 s princeznou Marií Alžbětou z Lichtenštejna (1683–1744), dcerou knížete Jana Adama I. Ondřeje z Lichtenštejna (1662–1712) a Erdmundy Marie Terezy z Ditrichštejna-Mikulova (1662–1737)
- princezna Marie Alžběta (6. srpna 1642 – 9. července 1663);
- princezna Tereza Marie (10. srpna 1643 – 26. října 1712), dne 25. dubna 1667 se ve Vídni provdala za hraběte Michaela Jana II. z Althannu (1643–1722)
- princezna Johana (19. července 1644 – 19. května 1645);
- princezna Sidonie Anežka (2. srpna 1645 – 20. března 1721, Vídeň), v roce 1667 se provdala za polního maršála hraběte Jana Karla Pálffyho (1645–1694)
- princ František Karel (23. října 1646 – 14. prosince 1646);
- princ Dominik (23. října 1646 – 14. srpna 1647);
- princezna Kateřina (23. května 1648 – 13. července 1648);
- princezna Anna Marie (13. ledna 1650 – 4. května 1704, Praha), od roku provdaná za Rudolfa Viléma z Trauttmansdorffu;
- princ Arnošt Ludvík (16. října 1650 – říjen 1650);
- princ František Ludvík (15. března 1652 – 1652);
- princezna Marie Františka (28. října 1653 – 1653);
- princ Karel Josef (1654);
- princ Antonín Florián (1656–1721), 5. kníže z Lichtenštejna (1719–1721), dne 15. října 1679 se oženil s hraběnkou Eleonorou Barborou z Thun-Hohensteinu (1661–1723)
- princ Jan Arnošt (18. července 1657 – zemřel mladý);
- mrtvě narozený syn (1658);
- princezna Marie Maxmiliana (14. srpna 1659 – 17. června 1686);
- princ Ignác Gundakar (narozen a zemřel 15. srpna 1660);
- princ František Jindřich (13. října 1661 – 31. ledna 1663);
- Princ Leopold (23. října 1663 – říjen 1663);
- princ Filip Erasmus (1664-1704, padl u Castelnuova); kníže z Lichtenštejna, vévoda opavský a krnovský, generál císařské armády. 8. května 1695 se oženil s hraběnkou Kristýnou Terezou z Löwenstein-Wertheim-Rochefortu (1665–1730), dcerou hraběte Ferdinanda Karla z Löwenstein-Wertheim-Rochefortu (1616–1672) a lankraběnky Anny Marie z Fürstenberg-Heiligenbergu (1634–1705)
- Mrtvě narozený syn (19. října 1665);
- kníže Hartman Jan (1666-1728).